# Ядзава, Ай
Ай Ядзава (яп. 矢沢あい Ядзава Аи, род. 7 марта 1967) — мангака из префектуры Хёго. Свой псевдоним она взяла в честь японского певца Эйкити Ядзавы, поклонницей которого является.

## Биография
Ядзава Ай всегда любила рисовать — и это занятие составляло важную часть её жизни. Одно из самых ранних воспоминаний детства, как признаётся сама мангака, относится к тем временам, когда она уже умела читать, но только училась писать. Ей было не больше пяти лет. Ядзава Ай вспоминает маленькие картинки, которые она рисовала под руководством своей мамы. Потом эти картинки вешали на дверь, и когда мама отлучалась куда-то ненадолго, эти рисунки словно приглядывали за маленькой девочкой.
После окончания средней школы Ядзава посещала занятия в школе моды, но позже бросила учёбу. Она начала публиковаться с 1985 года. За 15 лет более 10 её работ были опубликованы в журнале сёдзё-манги Ribon. В то время как большинство её работ публикуется Shueisha Inc — издателем Ribon и Cookie, некоторые другие, например, манга «Ателье „Парадайз Кисс“» появляются в журнале Zipper издательства Shodensha.
В июне 2009 Ядзава внезапно заболела, в связи с чем было приостановлено производство манги Nana. В апреле 2010 она выписалась из больницы, но, по её словам, не держала пера с тех пор, как заболела, и не знает, когда сможет вернуться к работе.

## Творчество
Список наиболее популярных работ Ядзавы Ай включает Tenshi Nanka Ja Nai, Gokinjo Monogatari, Paradise Kiss и Nana. Все пять томов Paradise Kiss были опубликованы на английском языке издательством Tokyopop. В Японии Nana продолжает печататься в журнале Cookie и в данный момент состоит из 84 глав, плюс трёх главы-приквелов к жизни некоторых персонажей. В 2003 году Ядзава Ай была награждена премией манги Shogakukan за мангу Nana. В 2006 году за неё же она получила престижнейшую награду Тэдзуки. По этой же её работе было снято аниме, выпущенное Madhouse Ltd, и два live-action фильма.
Работы Ядзавы обычно сосредоточены на историях молодых людей и перипетиях их отношений, что даёт возможность её целевой аудитории идентифицировать себя с персонажами. Она известна своим исключительным вкусом в вопросах моды, поэтому её герои всегда выглядят очень стильно. Другой отличительной чертой творчества Ядзавы является сопоставление ярких, в чём-то мятежных персонажей более традиционным.

## Личная жизнь
Ядзава является горячей поклонницей Руми Сисидо и часто способствует популяризации её творчества. Так, в одном из томов Gokinjo Monogatari был упомянут первый инди-альбом Сисидо Set Me Free. Более того, Ядзава разработала дизайн обложки для третьего альбома Rumi Roll, который позже появился в 9 томе Nana.
Постоянно перечитывает «Здравствуй, грусть» Франсуазы Саган, пересматривает фильмы «Гаттака», «Смерть в Венеции» и «Бархатная золотая жила». Ядзава Ай часто общается с мангаками Мэгуми Мидзусавой («Ленточка Химэ»), Михо Обаной («Детская игрушка») и Ватару Ёсидзуми («Мальчик-мармелад», «Ультраманьяк»). Они очень близкие друзья.

## Работы (в хронологическом порядке)
- 15-nenme (яп. １５年目 Годзю: нэммэ, «Пятнадцатый год») (1986)
- Love Letter (яп. ラブレター Рабурэта:, «Любовное письмо») (1987)
- Kaze ni Nare! (яп. 風になれ！ Кадзэ ни нарэ!, «Стань ветром!») (1988)
- Escape (яп. エスケープ Эсукэ:пу, «Побег») (1988)
- Ballad Made Soba ni Ite (яп. バラードまでそばにいて Бара:до мадэ соба ни итэ, «Будь рядом до баллады») (1989)
- Marine Blue no Kaze ni Dakarete (яп. マリンブルーの風に抱かれて Маринбуру: но кадзэ ни дакарэтэ, «В объятиях ультрамаринового ветра») (1990—1991)
- Usubeni no Arashi (яп. うすべにの嵐 Усубэни но араси, «Румяновая буря») (1992)
- Tenshi Nanka Ja Nai (яп. 天使なんかじゃない Тэнси нанка дзя най, «Какой ещё ангел?») (1992—1995)
- Gokinjo Monogatari (яп. ご近所物語 Гокиндзё моногатари, «Повесть о соседях») (1995—1998)
- Kagen no Tsuki (яп. 下弦の月 Кагэн но цуки, «Последняя четверть луны») (1998—1999)
- «Ателье „Парадайз Кисс“» (2000—2004)
- Nana (2000–2009, хиатус)
- «Принцесса Аи» (2004—2006) (только дизайн персонажей)